# Junín de los Andes
Junín de los Andes is een plaats in het Argentijnse bestuurlijke gebied Huiliches in de provincie Neuquén. De plaats telt 10.302 inwoners.

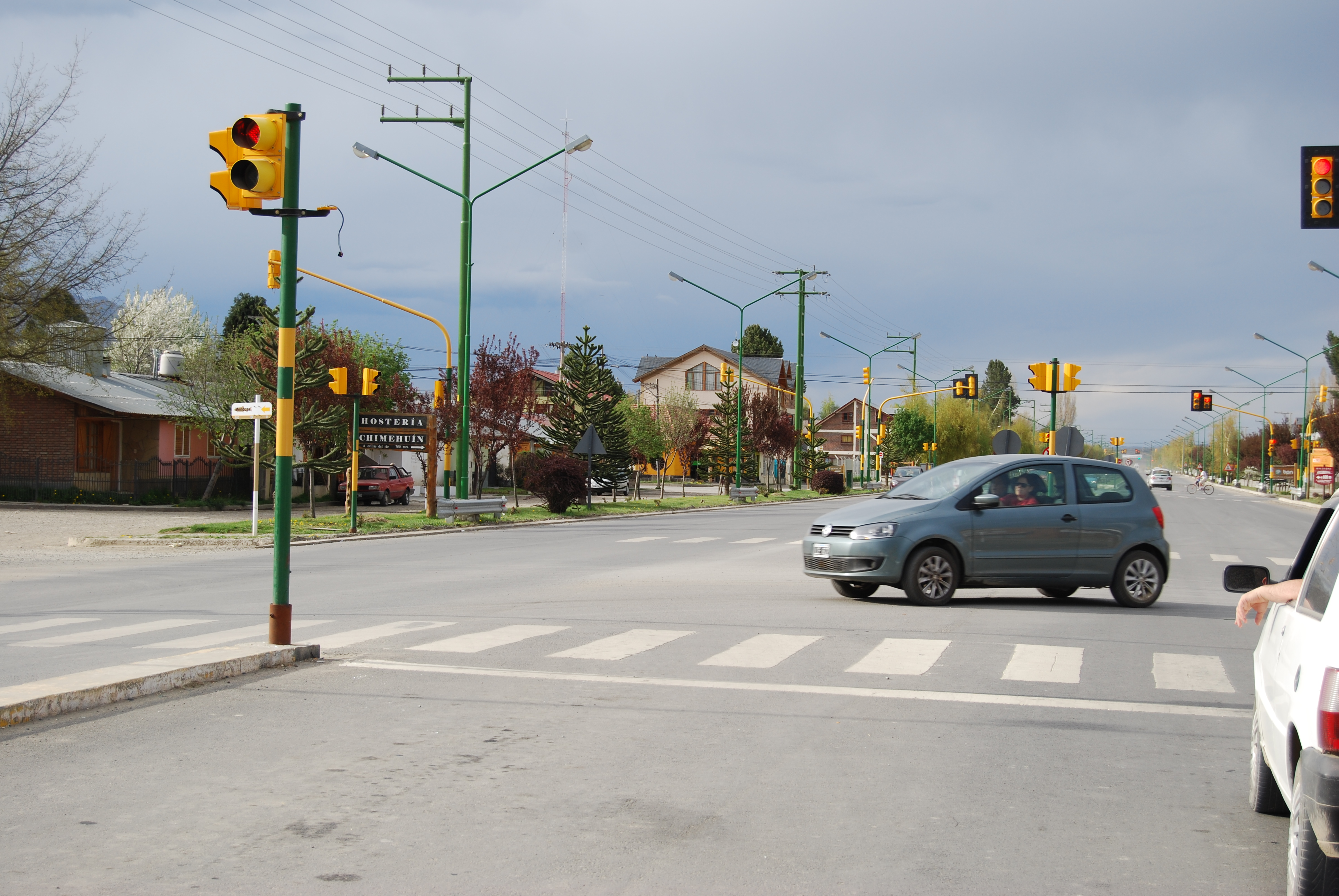
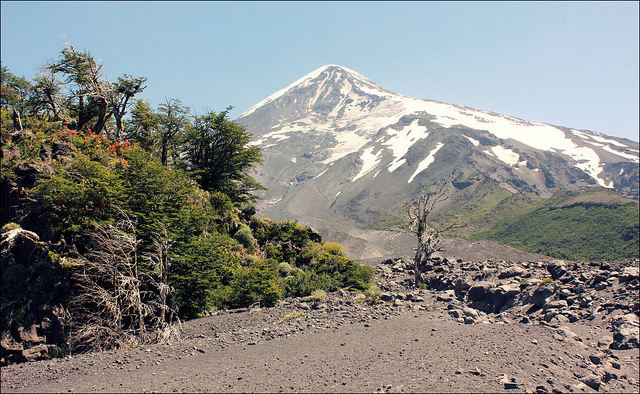
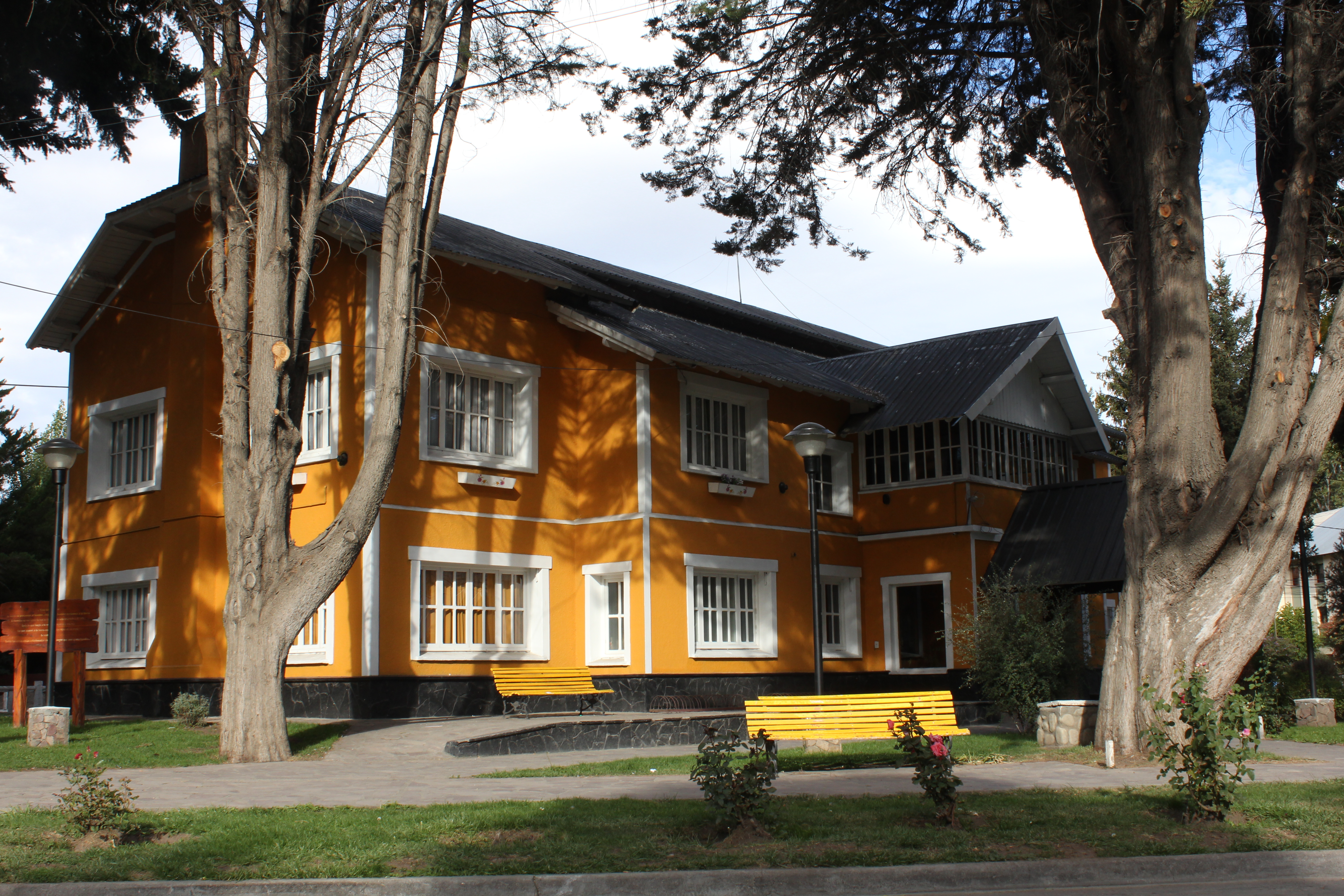
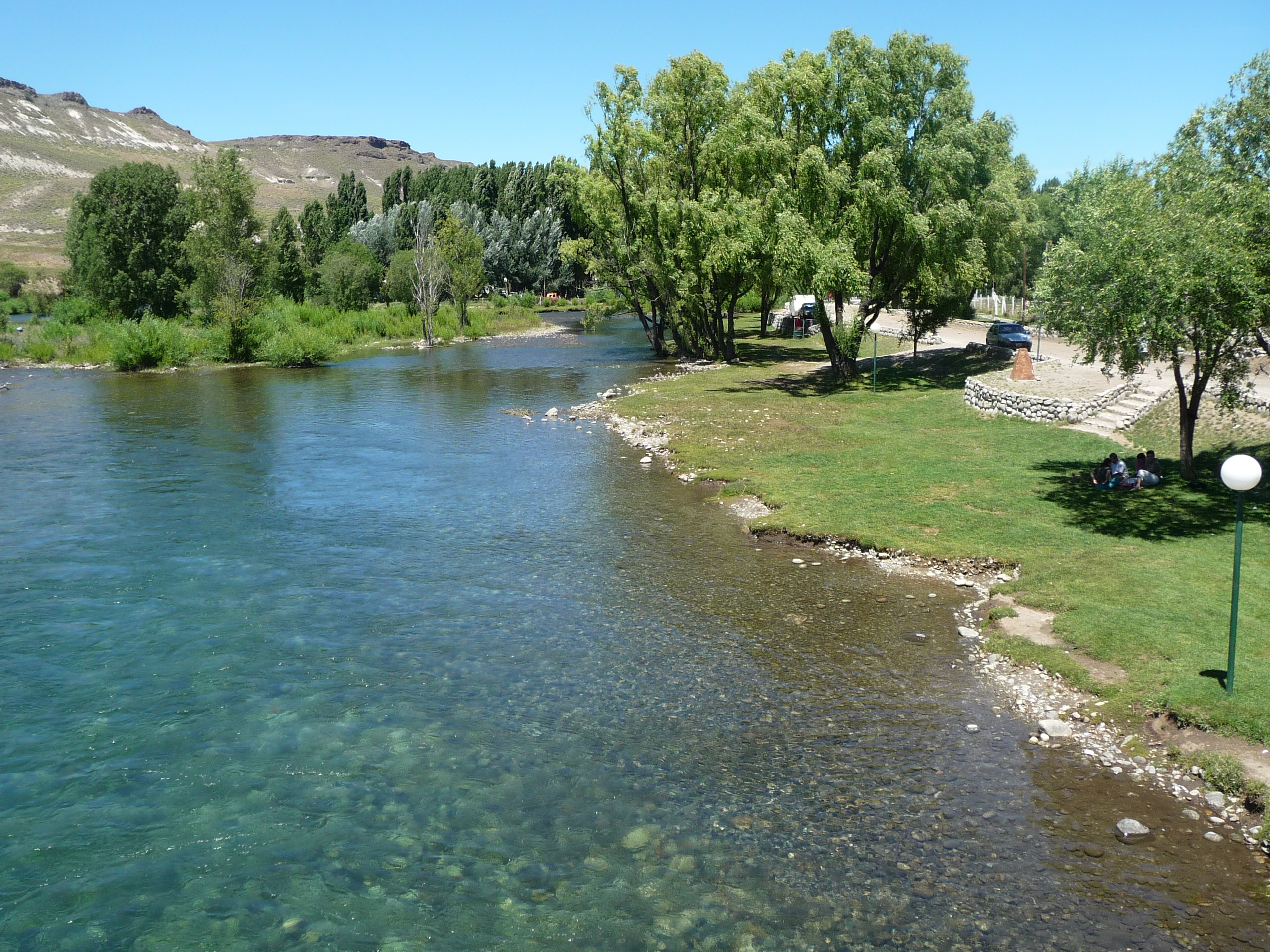
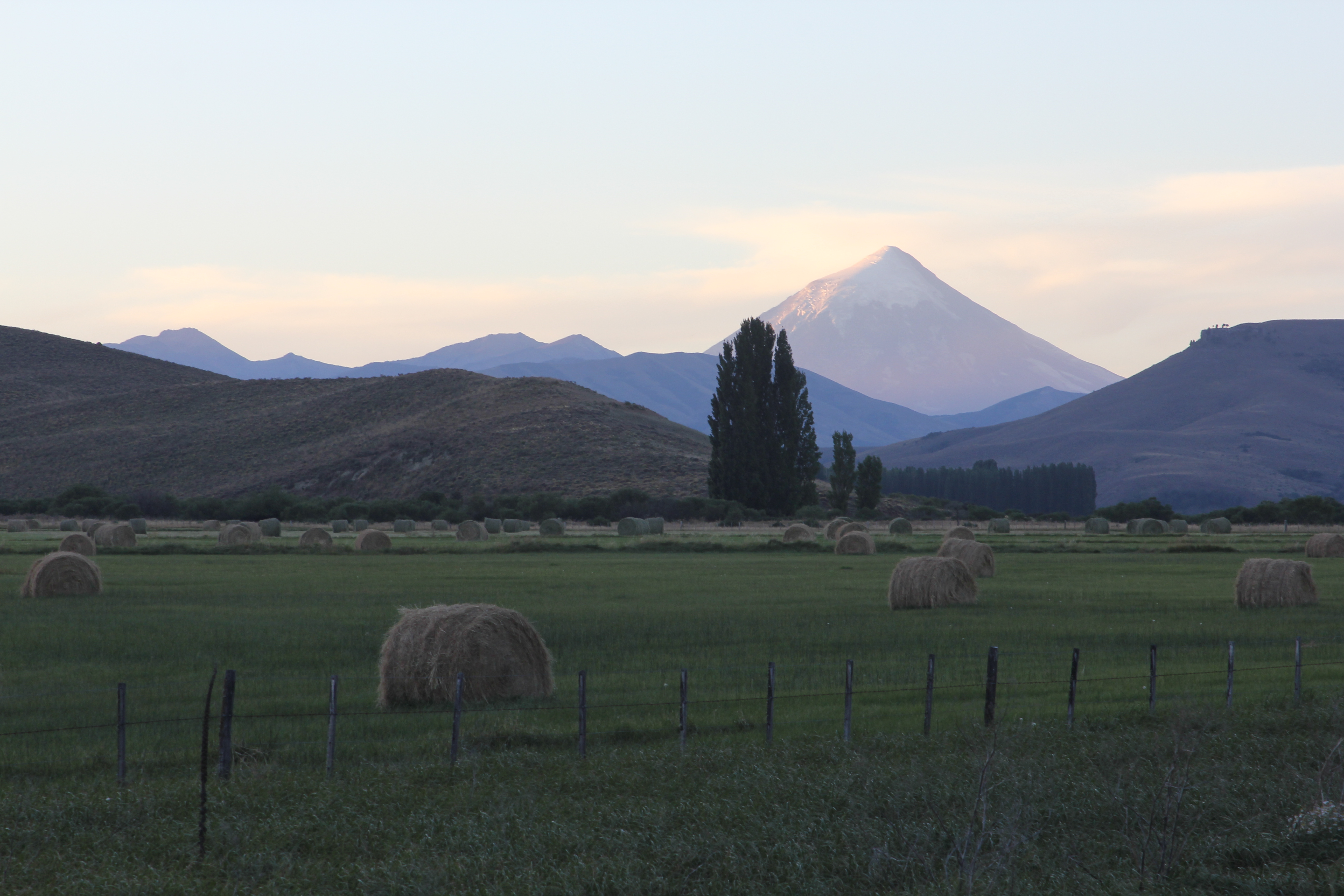
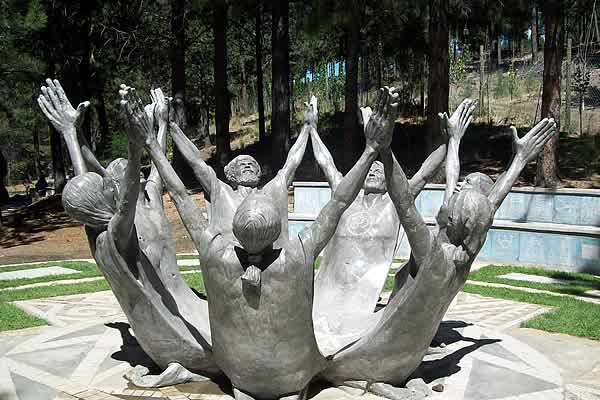
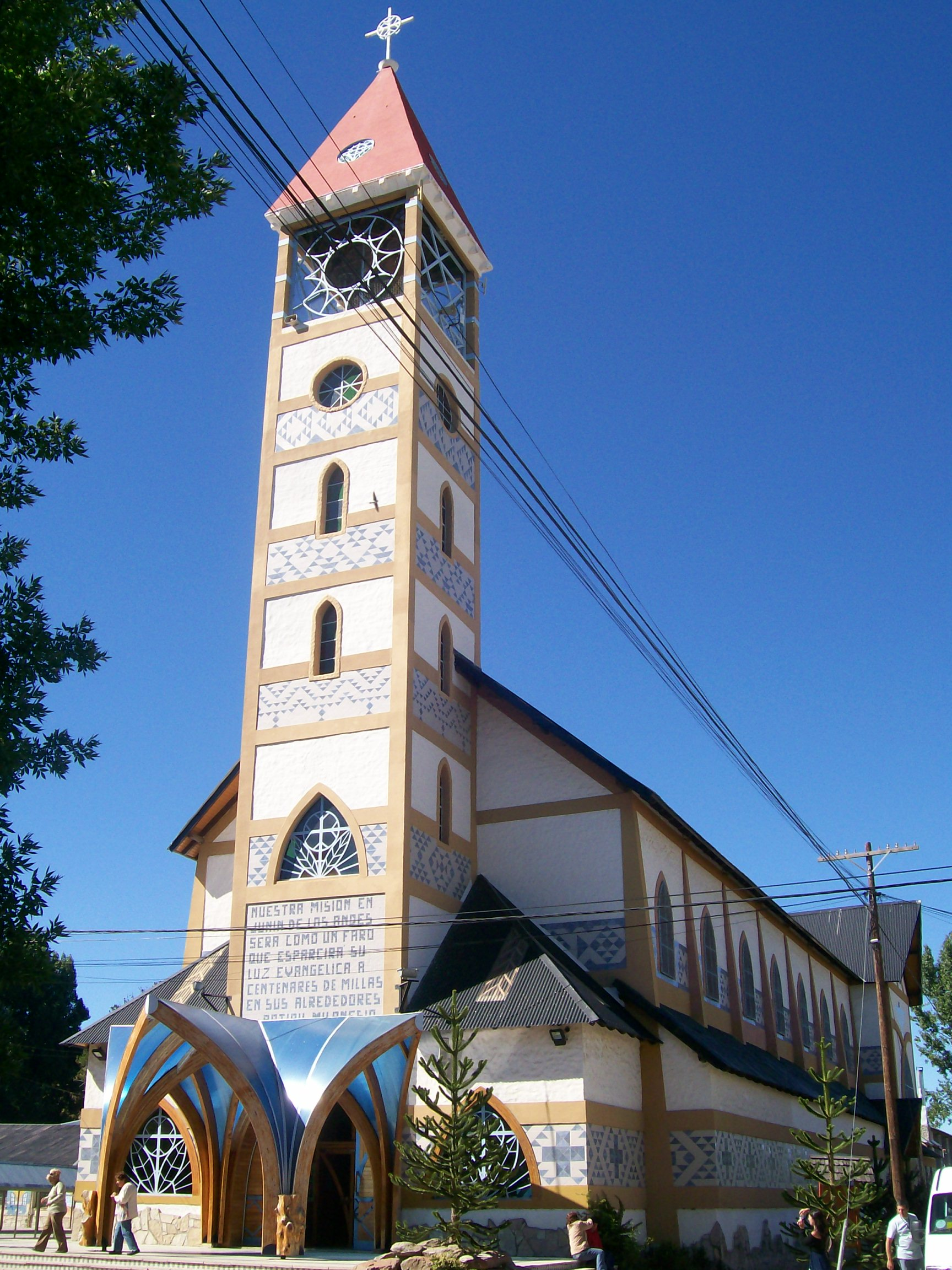